# Oligacanthorhynchus tumida
Oligacanthorhynchus tumida är en hakmaskart som först beskrevs av Van Cleve 1947.  Oligacanthorhynchus tumida ingår i släktet Oligacanthorhynchus och familjen Oligacanthorhynchidae. Inga underarter finns listade i Catalogue of Life.